# Christophe Tournier
Pour les articles homonymes, voir Tournier.
Pas d'image ? Cliquez ici

a Compétitions nationales et continentales officielles uniquement.

b Matchs officiels uniquement.
Christophe Tournier, né le 20 janvier 1980 à Ris-Orangis, est un joueur français de rugby à XV qui évolue au poste de troisième ligne aile.

## Biographie
Dans sa jeunesse, il porte le maillot de l'équipe de France en catégorie des moins de 21 ans dans le cadre du Championnat du monde junior joué à Sydney,.
Il rejoint en 2011 le club amateur de la JS Rion en tant qu'entraîneur-joueur. Son aventure s'y termine après deux saisons.

## Palmarès
- Championnat de France de rugby à XV de 2e division :
  - Vainqueur de la finale : 2007
  - Finaliste : 2006